# Exochus ochreatus
Exochus ochreatus là một loài tò vò trong họ Ichneumonidae.